# Neolitsea variabillima
Neolitsea variabillima (Hayata) Kaneh. & Sasaki – gatunek rośliny z rodziny wawrzynowatych (Lauraceae Juss.). Występuje naturalnie w środkowej części Tajwanu.

## Morfologia
PokrójZimozielone drzewo. Młode gałązki są owłosione.
LiścieUlistnienie jest naprzemianległe lub liście są zebrane na końcach gałęzi. Blaszka liściowa jest naga i ma kształt od owalnie lancetowatego do podługowatego. Mierzy 8–15 cm długości oraz 3–5 cm szerokości, ma klinową lub rozwartą nasadę i spiczasty wierzchołek. Ogonek liściowy jest owłosiony i ma 10 mm długości.
KwiatySą niepozorne, jednopłciowe (dioecja), zebrane po 4–5 w baldachach rozwijających się w kątach pędów, które to z kolei skupione są po 2–3 w małych pęczkach.
OwoceMają kulisty kształt i osiągają 8 mm średnicy.

## Biologia i ekologia
Rośnie w lasach. Kwitnie od lutego do lipca, natomiast owoce dojrzewają od września do listopada.